# Miroljub Jevtić
Miroljub Jevtić, o Miroljub Jevtic (Vranje, Serbia, Yugoslavia 1955) es un politólogo y escritor serbio, que ejerce como profesor de Politología de la religión en la Facultad de Ciencias Políticas de la Universidad de Belgrado. 

## Carrera
Jevtić se graduó en la Facultad de Ciencias Políticas de la Universidad de Belgrado. Obtuvo el grado de maestría en la Facultad de Derecho de la misma, al defender la tesis “Comprensión islámica de la guerra y el papel de la Conferencia Islámica en la preservación de la paz". Obtuvo el doctorado defendiendo la tesis doctoral "La Yihad contemporánea y la guerra". Es director y fundador de la revista Politología de la religión, la primera revista científica dedicada a la publicación de ensayos de esta disciplina. Comenzó publicarse en Belgrado en febrero de 2007 por el Centro de Estudios de la Religión y la Tolerancia Religiosa.
Carrera en la Facultad de Ciencia Política de Belgrado:
- Ayudante (practicante) – 1983
- Ayudante - 1985
- Ayudante Doctor - 1988
- Profesor Asociado - 1993
- Profesor Titular - 1998

## Publicaciones
El profesor Jevtić es el autor de la monografía dedicada a la yihad en los Balcanes. Fue la primera publicación de este tipo publicada en la región. Asimismo, fue el primero en Europa Oriental que introdujo la politología de la religión en el plan de estudios de la Facultad de Ciencias Políticas. Es también considerado el ideólogo del término “Al Qaeda Blanca”. 

## Obras publicadas
- Yihad en la publicidad domestica y internacional.
- “Politología de la religion” http://www.politicsandreligionjournal.com/